# Homo Sapiens..?
Homo Sapiens..? je patnácté studiové album skupiny Arakain, které vyšlo 1. března 2011. Album navazuje na úspěšné album Restart z roku 2009. Podle vyjádření kapely se album tematicky zaměřuje na člověka, jeho vlastnosti a na jeho postoj k okolí. V lednu již světlo světa spatřila první ochutnávka v podobě skladby Forsage. Album obsahuje dvanáct skladeb, které místy obsahují neobvyklé aranže, které jsou na Arakain netradiční.

## Seznam skladeb
1. Marat (Urban/Plachá) 4:30
2. Forsage (Kub/Kub) 4:21
3. Zádrhell (Kub/Kub) 3:14
4. Lysohlávky (Urban/Urban, Görnerová) 4:52
5. Homo Sapiens (Urban/Urban) 4:39
6. Nikdy se nevzdávej (Kub/Kub) 3:28
7. Archa (Urban/Urban) 5:44
8. Strážnej anděl (Urban/Urban) 4:07
9. Pokání (Kub/Kub) 4:05
10. Valčík In The Sky (Kub/Kub) 3:44
11. Babylon (Kub/Kub) 3:57
12. Čas (Urban/Urban) 5:14

Celkový čas: 51:54